# 凱夫斯普林斯 (堪薩斯州)
凱夫斯普林斯（英語：Cave Springs）是位於美國堪薩斯州艾克縣的一個鬼鎮。

## 歷史
凱夫斯普林斯的郵政局於1873年設立，直到1903年結束營運。